# یک قهرمان بی‌عرضه
یک قهرمان بی‌عرضه (انگلیسی: An Incompetent Hero) یک فیلم کوتاه کمدی به کارگردانی و بازیگری راسکو آرباکل است که در سال ۱۹۱۴ منتشر شد.

## گزیدهٔ بازیگران
- راسکو آرباکل
- ادوارد دیلان
- مینتا دارفی
- میبل نورماند